# Други приморско-горански партизански одред
Други приморско-горански народноослободилачки партизански (НОП) одред (Други НОП одред Пете оперативне зоне НОВ и ПО Хрватске) је био партизанска јединица у саставу Народноослободилачке војске и партизанских одреда Југославије током Другог светског рата у Хрватској.

## Историјат
Формиран је 30. маја 1942. у рејону Дрежнице од 3. и 5. батаљона Приморско–горанског НОП одреда са око 960 бораца. Од наоружања је имао 645 пушака, 17 пушкомитраљеза и 1 митраљез. Дејствовао је на подручју између пруге Огулин—Сушак и словеначке границе. Водио је борбе с италијанским снагама код Гробника (близу Сушака) 7. јуна, код Делница 12. јуна, код Злобина 16. јуна, између Герова и Црног Луга 20. јуна, код Бање Локе (близу Кочевја) 21. јуна, између Камењака и Киковице 24. јуна, између Гробника и Камењака 5. јула. Делови италијанског 5. армијског корпуса предузели су 12. јула напад на Одред правцем Делнице—Локве–Мрзла Водица—Герово—Презид. Избегавајући фронталне борбе, Одред се, уз отпор, постепено повлачио, тако да су Италијани до краја јула успели да униште жетву, спале око 1000 кућа и стрељају око 200 људи (до краја августа одвели су у интернацију преко 2500 лица). У међувремену, у другој половини јула формиран је у саставу Одреда Ударни батаљон. У садејству са 1. пролетерским НОУ батаљоном (од средине
јула) и 1. НОУ бригадом Хрватске (од краја јула) Одред је до септембра извршио низ диверзија и заседа, као и напада на непријатељска упоришта: 2. августа између Герова и Црног Луга ослобођено је око 400 људи, жена и деце које су италијански војници спроводили у интернацију; 11. августа између Мрзле Водице и Јелења јединице Одреда су из заседе напале италијанску моторизовану колону, а 23. августа и 2. септембра водио је успешно борбе против италијанских јединица између Чабра и Тршћа, а у Зеленом Виру (код Делница) дигао је 11. септембра у ваздух хидроцентралу. Од 16. септембра до почетка октобра Одред је дејствовао на подручју Делница, Локава и Брод Моравице ради везивања јачих италијанских снага. Тако је 16. септембра водио борбу код Брод Моравица, 24. септембра код Српских Моравица дигао у ваздух непријатељев транспортни воз, 29. септембра и 2. октобра између Делнињ и Брода на Купи напао из заседе италијанске колоне, и нанео им губитке од око 320 погинулих и рањених. Одред улази 26. новембра 1942. у састав новоформиране 14. приморско-горанске НО бригаде. Поновно је формиран средином јуна 1943. од делова 1. приморско-горанског НОП одреда. У саставу је имао један батаљон јачине 279 бораца, наоружаних са 229 пушака и 5 пушкомитраљеза. До краја августа 1943. дејствовао је на прузи Огулин—Сушак у рејону Делница и Врбовског, прекидајући саобраћај и нападајући непријатељске колоне. У септембру учествује у разоружавању италијанских јединица на свом подручју. Од октобра до средине новембраа води борбе са немачким јединицама код Горњег Јелења, Делница и Брода на Купи, а затим у рејону Мркопља и Бриња. У фебруару 1944. у саставу Одреда формиран је и 2. батаљон. Марта 1944. води борбе са мањим немачким снагама код Хрељина, Пласа и Злобина, почетком маја учествује у одбијању напада на слободну територију, почетком јуна дејствује у Хрватском приморју и на комуникацији Огулин—Бриње, а потом води борбе
код Фужина, Камењака и Делмца. Крајем јула извршена је реорганизација Одреда. Један део ушао је у састав тад формиране 3. бригаде 13. дивизије, а од осталог људства Одреда образован је један батаљон. У септембру је формиран поновно 2. батаљон, а у новембру одред је имао 270 бораца. Од августа до краја децембра 1944. дејствује у захвату комуникацуе Огулин-Сушак кад је расформиран, а његовим људством попуњене јединице 13. дивизије НОВЈ.